# والنتین گتسوف
والنتین گتسوف (بلغاری: Валентин Дочев Гецов؛ زادهٔ ۱۴ مارس ۱۹۶۷) کشتی‌گیر اهل بلغارستان بود.